# Рурський регіон

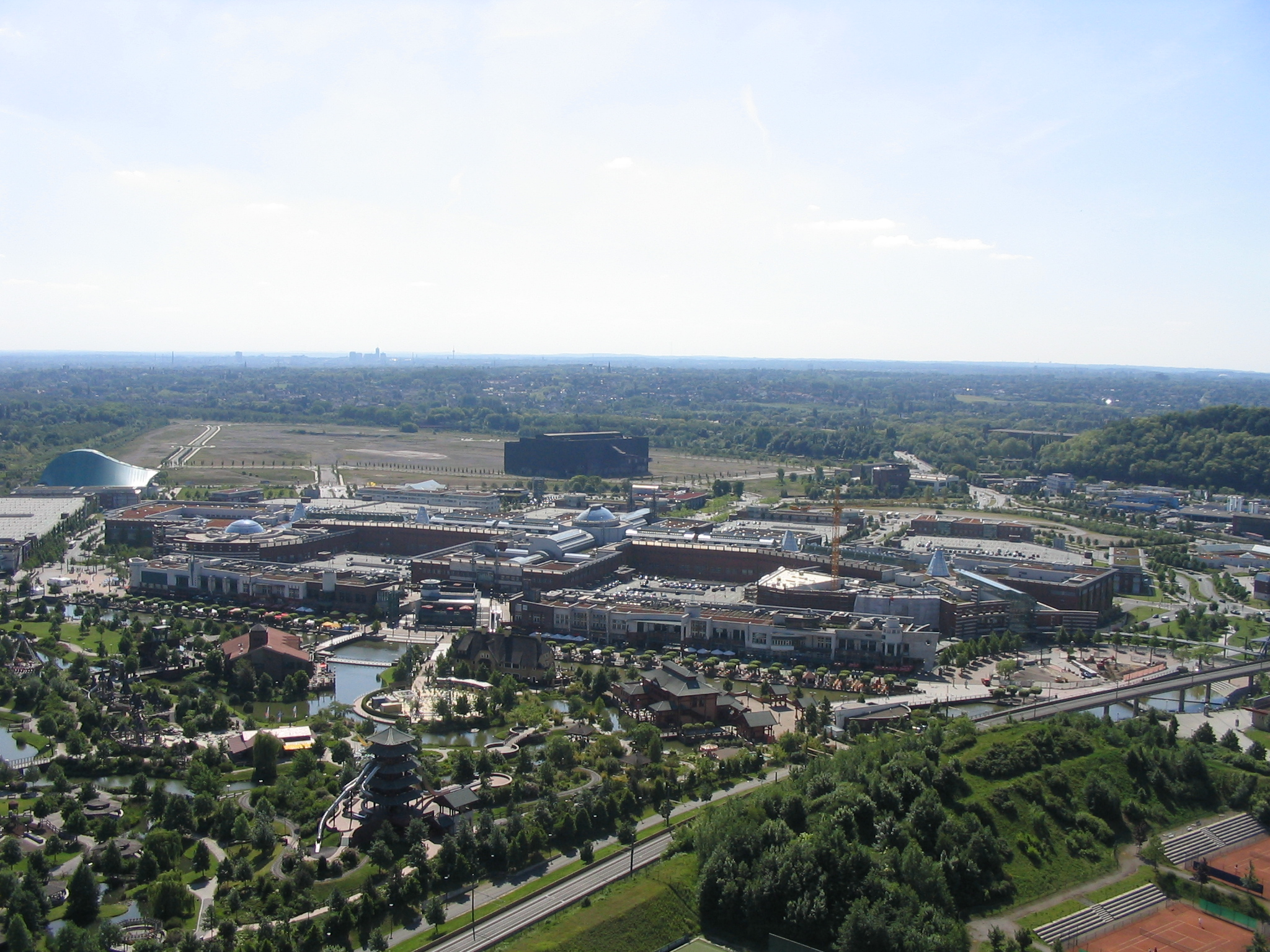
Обергаузен — новий центр

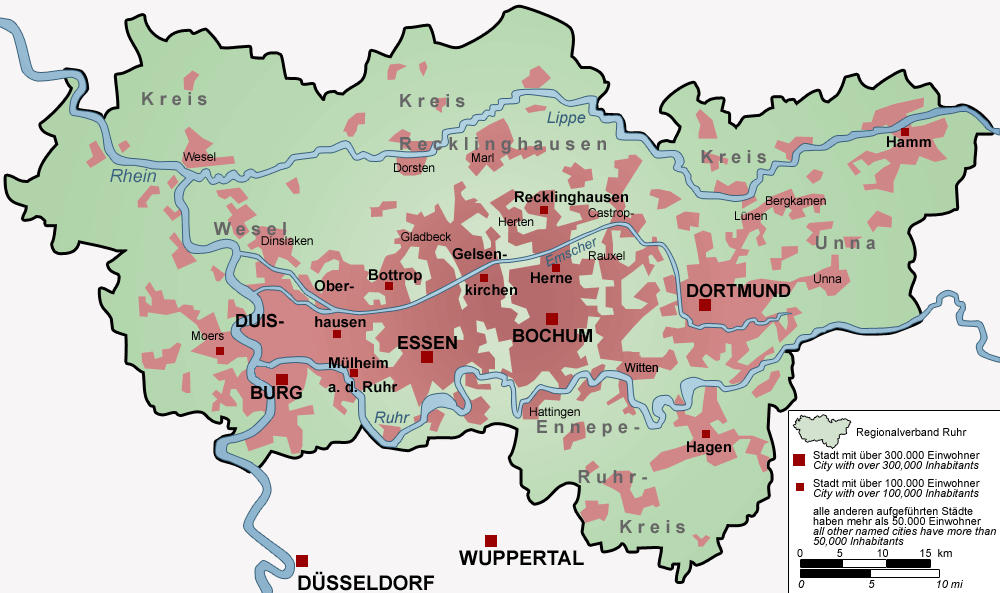
Мапа Рурської області

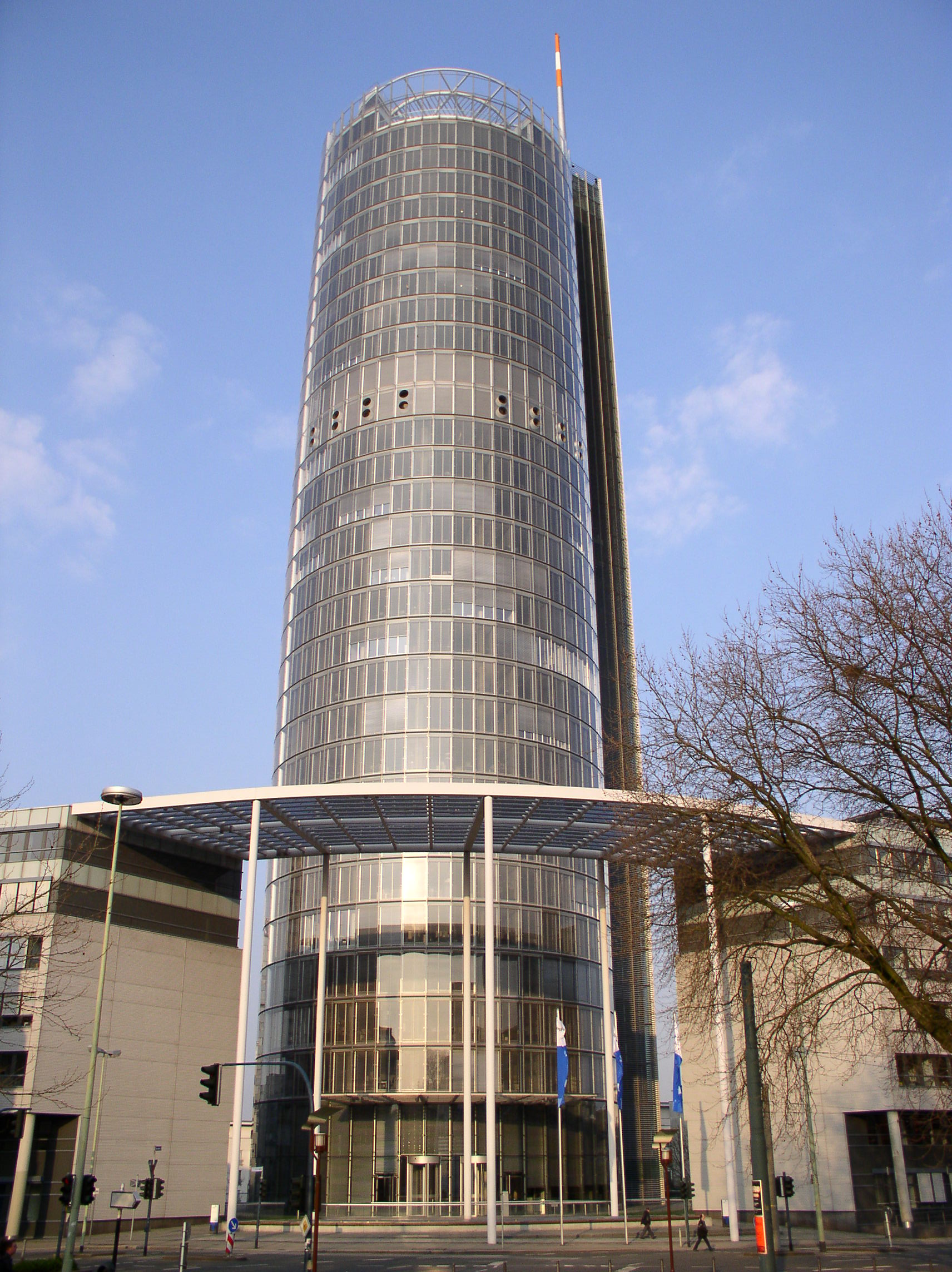
Штаб-квартира RWE в Ессені

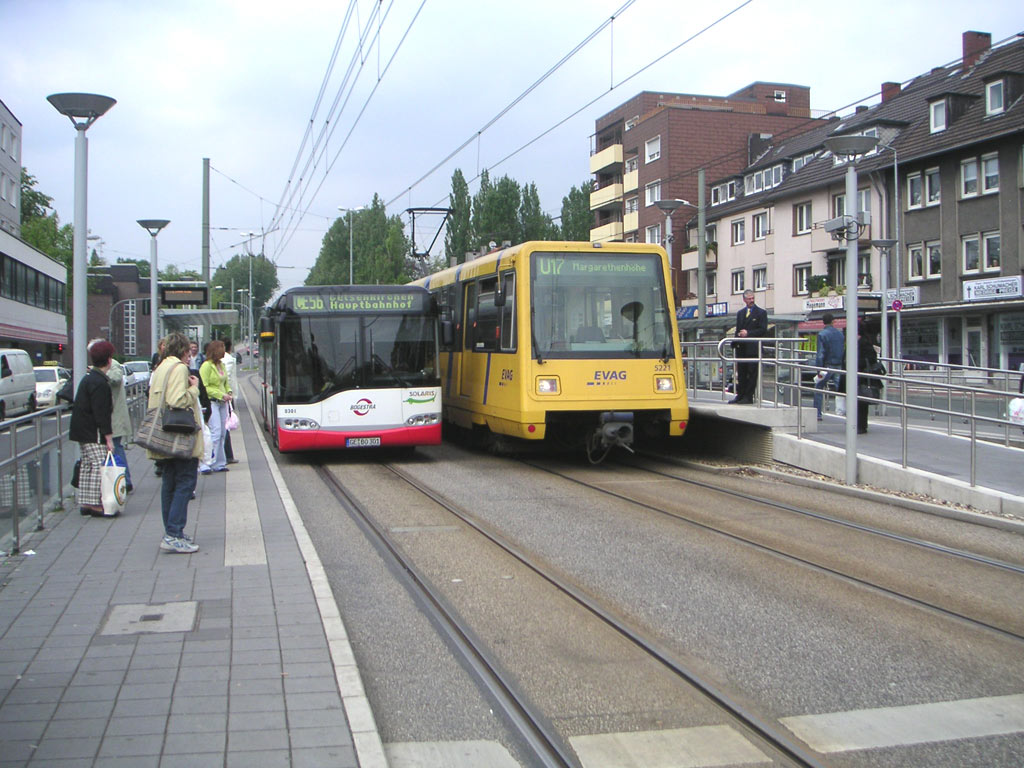
Автобус і трамвай в Гельзенкірхені

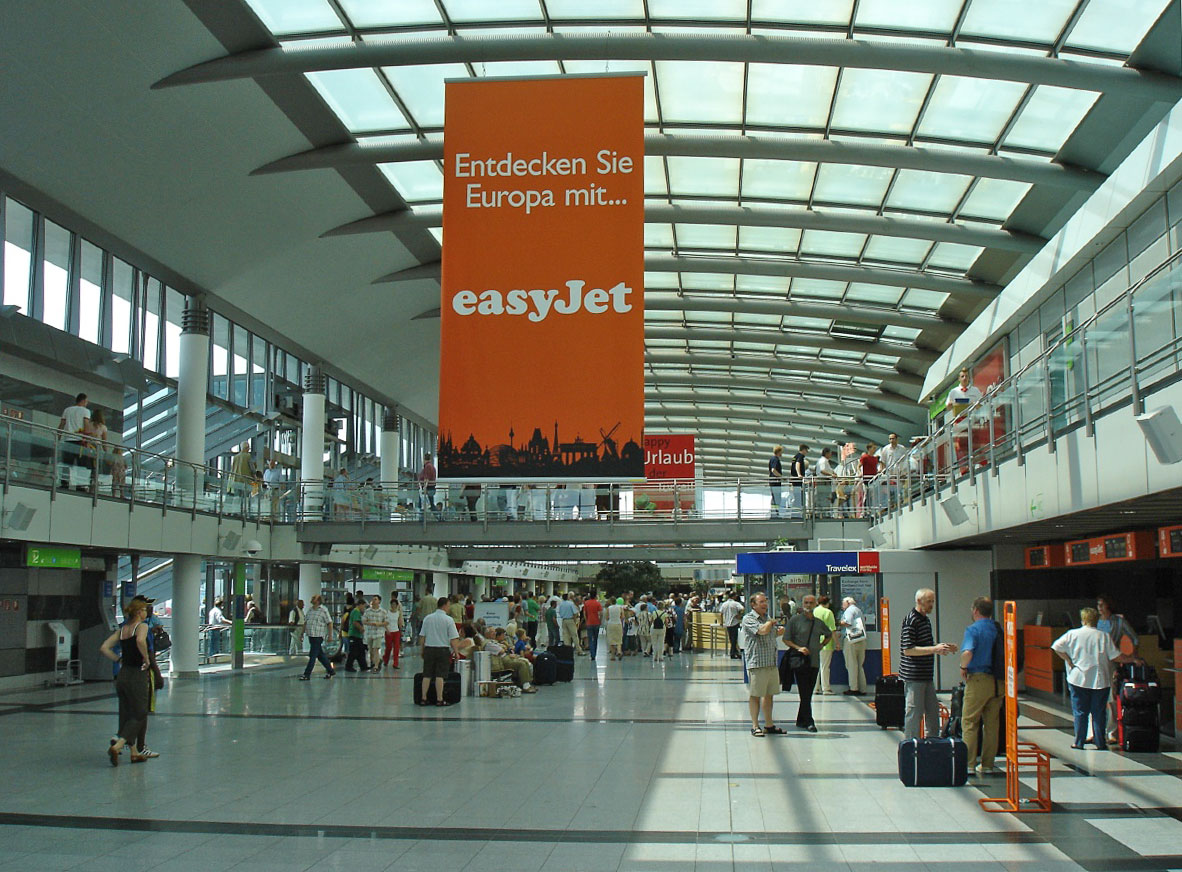
Термінал дортмундського аеропорту

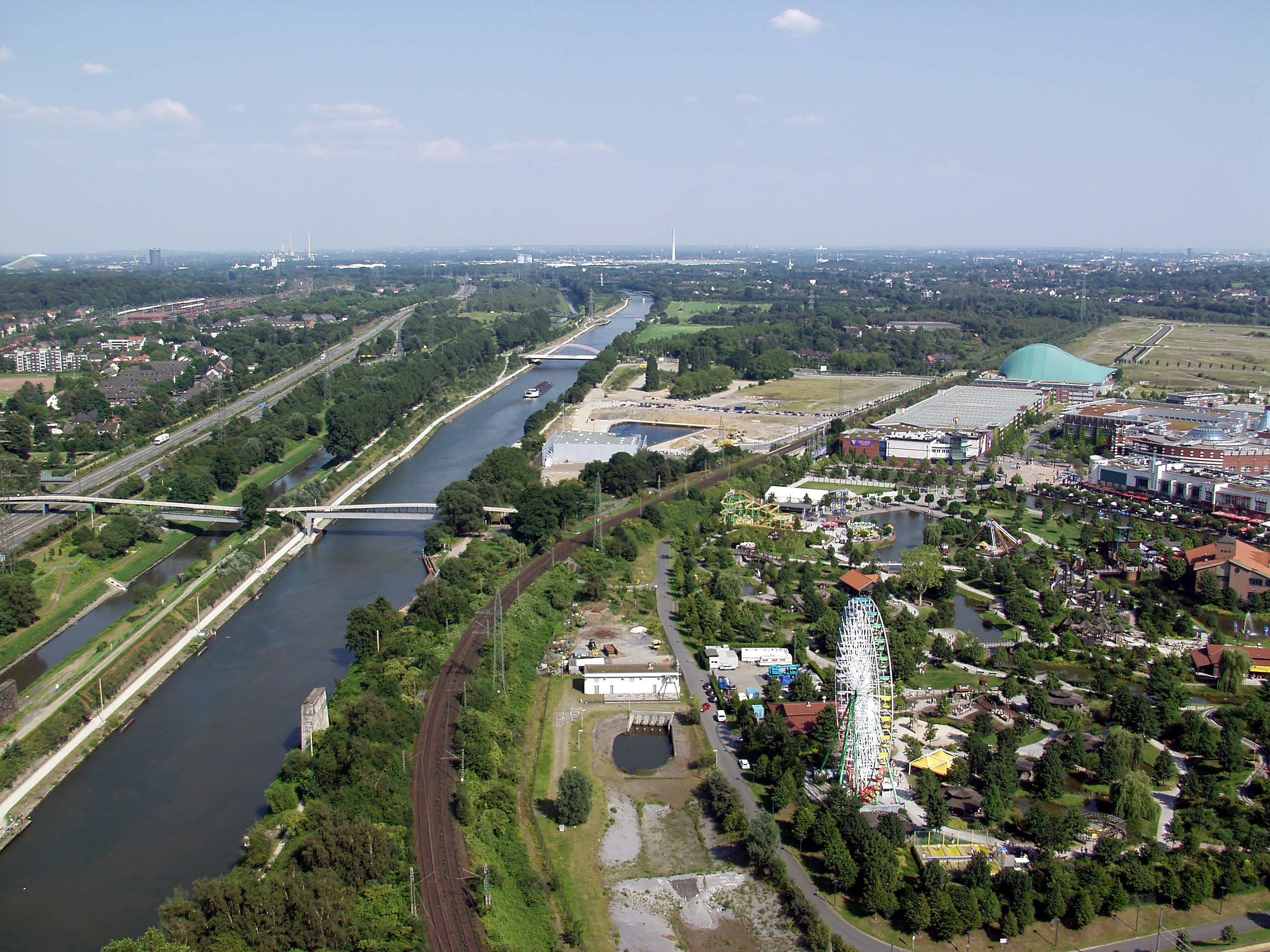
канал Рейн-Герне

Рурський регіон (нім. Ruhrgebiet [ˈʁuːɐ̯ɡəˌbiːt] ( прослухати), також Ruhrpott [ˈʁuːɐ̯pɔt] ( прослухати)) — міська агломерація у федеральній землі Північний Рейн-Вестфалія (Німеччина).
Площа — 4435 км².
Населення — близько 5,3 млн осіб.
Є частиною Рейнсько-Рурського регіону і найбільшою міською агломерацією Німеччини.
Найбільші центри Рурськой області з'явилися ще в Середньовіччя, а нинішні розміри і структуру набули в часи індустріалізації XIX століття.
Нині Рурською областю називають територію регіонального союзу «Рур» (нім. regionalverband Ruhr), що включає міста земельного підпорядкування Бохум, Боттроп, Гельзенкірхен, Дортмунд, Дуйсбург, Мюльгайм-на-Рурі, Обергаузен, Гаґен, Гамм, Герне і Ессен, а також округи Везель, Реклінгхаузен, Унна і Еннепе-Рур.

## Структурна реорганізація
З початком всесвітньої вугільної (1958) і сталевої (1975) кризи Рурська область перейшла у фазу структурних перетворень, що супроводжувалися великими економічним труднощами. Незважаючи на державні субсидії, в наш час[коли?] залишилося лише 6 шахт і 3 коксовидобувних підприємств. За період з 1980 по 2002 р. зникли близько 500.000 робочих місць в видобувній галузі, тоді як в секторі послуг з'явилося більше 300.000 нових робочих місць. Лише із запізненням стали розвиватися нові індустріальні (авто- і машинобудування, електротехніка, точна механіка) і неіндустріальні (банківський сектор, інформаційні технології) галузі.
На початку 90-х років Емшер, що довгий час служив лише місцем стоку виробничих вод підприємств, був очищений.

## Адміністративний поділ
Найвищим адміністративним органом Рурської області є регіональний союз «Рур» (нім. Regionalverband Ruhr) зі штаб-квартирою в Ессені. У цей союз входять регіональні об'єднання (нім. landschaftsverband) Рейнланд (нім. rheinland (4 міста земельного підпорядкування, 1 округ) і Вестфалія-Ліппе (нім. westfalen-lippe) (7 міст земельного підпорядкування, 3 округи). Такий поділ Рурської області історично обґрунтований — ще в середньовіччя так проходив кордон між Франкією і Вестфалією (Саксонія).
Сьогоднішня Рурська область мала поділ на наступні володіння: Фест Реклінгхаузен, Мюнстерське архієпископство, графство Марк, велике герцогство Бергське, велике герцогство Клюванні, імперське місто Дортмунд, імперське церковне володіння Ессен, імперське абатство Верден і владицтво Стірлум. У своїх кордонах вони спиралися на перейняті ще з прусських часів округи. Починаючи з часів Німецької імперії і до Третього рейху включно офіційно декларованою політикою було розділення Рурської області, щоб не допустити її посилення. Кайзер Вільгельм II, наприклад, хотів за допомогою політичної роздробленості регіону запобігти утворенню міжнародно значимої метрополії. Поряд з політичним об'єднанням він також забороняв будівництво університетів і військових об'єктів в цій області. Згідно з планами земельного уряду Північного Рейну-Вестфалії стара адміністративна схема має бути ліквідована в результаті адміністративної реформи 2012 року. Останні декілька років все більшу популярність знаходить схема об'єднання всіх міст і округів до єдиного міста Рур (нім. Ruhrstadt).

## Мова
Історично регіон Рейну, Руру, Емшеру і Ліппе належить до нижньофранксько-нижньосаксонського мовного регіону. Проте кількість людей, що вживають нижньонімецький діалект, вкрай невелика. Сьогодні в Рурській області говорять в основному чистою німецькою мовою, зі слабким вестфальським або нижньорейнським акцентом.

## Економіка
Після описаних вище структурних змін в Рурській області, добувна і виробляюча промисловість перестала бути домінуючою. Проте ще сьогодні такі велетенські концерни, як RAG, Degussa і Thyssenkrupp мають штаб-квартири і велику частину виробничих потужностей в Рурському регіоні. Сектор обслуговування представлений електро- і газовими компаніями RWE і E.ON, торговельними концернами ALDI, Karstadtquelle і Tengemann. Крім того, в центрах міст і спеціальних торговельних районах існують численні роздрібні магазини. У Рурській області, завдяки її вдалому географічному положенню також знаходяться штаб-квартири або представництва практично всіх великих підприємств логістики. Досі рурський регіон вважається кон'юктурно слабким. Безробіття становить 13,1%(листопад 2006)  і є найвищим серед всіх міських районів західної Німеччини.

## Транспорт

### Автомобільний транспорт
У 2002 році в Рурському регіоні налічувалося 3,1 мільйона автомобілів, які могли вільно переміщатися по 4700 км трас. Попри це, особливо в години пік, затори стають частим явищем. В майбутньому це повинні виправити сучасні потокорегулюючі системи OLSIM і Ruhrpilot, а також проект транспортної інформаційної системи Рурської області.
Три автомагістралі А 2, А 40 і А 42 утворюють в напрямі схід-захід три основні транспортні осі. З північі на південь пролягають А 3, А 43, А 45, А 59.
На особливу згадку заслуговує великий потік машин, що рухається по колишній швидкісній трасі B 1 в столицю землі Дюсельдорф.

### Залізничний транспорт
Громадський транспорт в рурській області управляється транспортним об'єднанням Рейн-Рур (нім. Verkehrsverbund Rhein-Ruhr, VRR), що об'єднує дрібніші транспортні підприємства. В окрузі Везель за це відповідає транспортне об'єднання Нижнього Рейну (нім. Verkehrsgemeinschaft Niederrhein, VGN), в окрузі Унна — транспортне об'єднання Рур-Ліппе (нім. Verkehrsgemeinschaft Ruhr-Lippe, VRL).

#### Поїзди далекого сполучення
Найважливішими залізничними вузлами є Ванне-Айкель (Wanne - Eickel, окрема частина Герне, або Герне ІІ, Herne II), Дортмунд, Дуйсбург, Обергаузен, Гаґен, Гамм, Ессен. У Дортмунді поряд з найбільшим вокзалом існує також дуже велике транспортне депо.

### Приміський транспорт
Важливою частиною залізничного транспорту Рурської області є система швидкісних міжміських електропоїздів S-Bahn, що дозволяють швидко дістатися до більшості районів великих міст. Проте більшу частину пасажиропотоку перевозять регіональні експреси, що сполучають між собою великі вокзали. Заплановане розширення мережі експресів потерпає через відсутність в наш час[коли?] коштів в земельному бюджеті.

#### Міський транспорт
У перші два десятиліття XX століття в більшості міст Рейнсько-рурського регіону була побудована густа мережа трамвайних ліній, що дозволяла без використання інших транспортних засобів добратися з Бонна до Віттена. У 50-ті роки рух по багатьох маршрутах було припинено у зв'язку з появою швидкісних видів транспорту (регіональні експреси), але навіть сьогодні можна проїхати з Віттену через Бохум, Гельзенкірхен, Ессен, Мюльгайму-на-Рурі, Дуйсбург, Дюсельдорф у Крефельд лише на трамваї.
У 1960-ті роки існував план створення єдиної мережі метро. В наш час[коли?] існують 4 не зв'язані між собою метрополітени: дортмундський, бохумський (що включає також м. Герне), ессенський (сполучений наземною лінією, що йде вздовж автобану А 40, з метро Мюльгайму-на-Рурі) і дуйсбурзький (включає метрополітен міста Мюльгайм-на-Рурі).
Нарівні з трамваями і метро одним з найважливіших транспортних засобів є автобус.

### Авіатранспорт
Єдиним міжнародним аеропортом в Рурській області є дортмундський аеропорт (DTM), що обслуговує щороку 1,7 млн пасажирів. Важливу роль грають також аеропорт Дюссельдорфа (DUS) і аеропорт Кельн/Бонн (CGN), які, хоча і не знаходяться в Рурський області, легко досяжні завдяки залізниці і великій кількості автобанів.
Для приватних літаків призначені аеропорти Ессен/Мюльгайм і Марл/Лоемюле. Крім того, на периферії Рурської області існують чисельні посадкові майданчики різних авіаційних товариств і клубів.

### Річковий транспорт
Найважливішою транспортною артерією Рурської області є Рейн. До середини XIX століття також мав важливу роль в судноплавстві.
Перетинаючись в Даттельні, 4 судноплавних канали (канал Рейн-Херне, канал Везель-Даттельн, канал Даттельн-Гамм і канал Дортмунд-Емс) перетворюють Рурську область на найбільший у світі вузол річкового транспорту. Рурський судноплавний канал сполучає найбільший у світі Дуйсбурзький річковий порт з портом Мюльгайма-на-Рурі.